# Vånga församling, Linköpings stift
Vånga församling var en församling i Linköpings stift inom Svenska kyrkan i Norrköpings kommun. Församlingen upphörde 1 januari 2010 och är nu en del av Norrköpings Borgs församling.
Församlingskyrka var Vånga kyrka.
2006 fanns i församlingen 1 522 invånare.

## Administrativ historik
Församlingen har medeltida ursprung. 
Församlingen utgjorde till 1962 ett eget pastorat. Från 1962 till 2012 var den annexförsamling i pastoratet Kullerstad och Vånga som från 2002 även omfattade Skärkinds och Kimstads församlingar. Församlingen upphörde 1 januari 2010 och är nu en del av Norrköpings Borgs församling.
Församlingskod var 058110.

## Kyrkoherdar
| Ämbetstid | Namn                   | Levnadstid | Övrigt                                     |
| --------- | ---------------------- | ---------- | ------------------------------------------ |
| 1498      | Andreas Petri          |            | Senare komminister i Vadstena församling.  |
| 1527-1536 | Canutus Olavi          |            |                                            |
| 1586–1631 | Bothvidus Jonæ         | 1555-1631  |                                            |
| 1632–1655 | Israel Wongorosander   | 1589-1655  | Han var son till Bothvidus Jonae.          |
| 1656–1703 | Benedictus Retzius     | 1625-1707  |                                            |
| 1703–1717 | Israel Retzius         | 1660-1717  |                                            |
| 1717–1735 | Daniel Wong            | 1689-1744  | Senare kyrkoherde i Hällestads församling. |
| 1736–1751 | Johannes Köhler        | 1687-1751  |                                            |
| 1752–1760 | Anders Wibjörnson      | 1703-1760  |                                            |
| 1761–1774 | Botvid Gladhem         | 1701-1774  |                                            |
| 1776–1791 | Jacob Israel Köhler    | 1733-1801  | Senare kyrkoherde i Vadstena församling.   |
| 1791-1803 | Magnus Wirstedt        | 1742-1803  |                                            |
| 1804-1825 | Johan Stahre           | 1750-1825  |                                            |
| 1826-1848 | Benct Kuhlers          | 1761-1848  |                                            |
| 1849-1861 | Robert Johan Kajerdt   | 1793-1861  |                                            |
| 1861-1872 | Carl Reinhold Siegbahn | 1802-1872  |                                            |
| 1872      | Jon Wilhelm Brogren    |            | Senare kyrkoherde i Bankekinds församling. |
| 1887-1903 | Erik Rudberg           | 1845-1903  | Kontraktsprost.                            |
| 1904-     | Oscar Elmers           | 1863-1934  | Kontraktsprost.                            |
| 1932–1940 | Karl Yngve Bolander    | 1896–      | [ 5 ]                                      |

### Komministrar
| Ämbetstid | Namn                      | Levnadstid | Övrigt                                                |
| --------- | ------------------------- | ---------- | ----------------------------------------------------- |
| 1692-1697 | Israel Retzius            | 1660-1717  | Senare kyrkoherde i församlingen.                     |
| 1697-1708 | Fredricus Chourling       | 1659-1708  |                                                       |
| 1710-1734 | Olavus Zetterling         | 1670-1734  |                                                       |
| 1736–1752 | Jacob Wulff               | 1701–1781  | Senare kyrkoherde i Varvs församling.                 |
| 1751–1774 | Sven Dryselius (Sandberg) | 1715–1778  | Senare kyrkoherde i Västerlösa församling.            |
| 1774-1796 | Nils Rudelius             | 1739-1797  |                                                       |
| 1797–1809 | Samuel Rytzén             | 1755–1829  | Senare kyrkoherde i Kullerstads församling.           |
| 1810–1821 | Benct Kuhlers             | 1761–1848  | Senare kyrkoherde här.                                |
| 1819      | Per Leonard Scherini      |            | Senare kyrkoherde i Kullerstads församling.           |
| 1830-1874 | Per Lundblad              | 1789-1874  |                                                       |
| 1874      | Per August Arnman         |            | Senare kyrkoherde i Tryserums församling.             |
| 1877      | Otto Edvard Lindberg      |            | Senare kyrkoherde i Malexanders församling.           |
| 1880      | Peter Davidson            |            | Senare komminister i S:t Olai församling, Norrköping. |
| 1894-1904 | Oscar Elmers              | 1863-1934  | Senare kyrkoherde i församlingen.                     |

## Klockare och organister
| Ämbetstid | Namn               | Levnadstid | Övrigt                  |
| --------- | ------------------ | ---------- | ----------------------- |
| -1705     | Per Andersson      |            | Klockare                |
| 1705-1711 | Johan Hansson      |            | Klockare                |
| 1725–1746 | Anders Månsson     |            | Klockare och organist   |
| 1750–1751 | Petter Björling    | 1724–      | Klockare och organist   |
| –1792     | Petter (Svenström) | –1756      | Klockare och organist   |
| 1809–1825 | Anders Björling    | 1768–      | Klockare och organist   |
| 1825–1850 | Nils Ölander       | 1797–1850  | Klockare och organist   |
| 1854–1899 | Nils Johan Nyberg  | 1825–      | Organist och skollärare |